# Reservierung

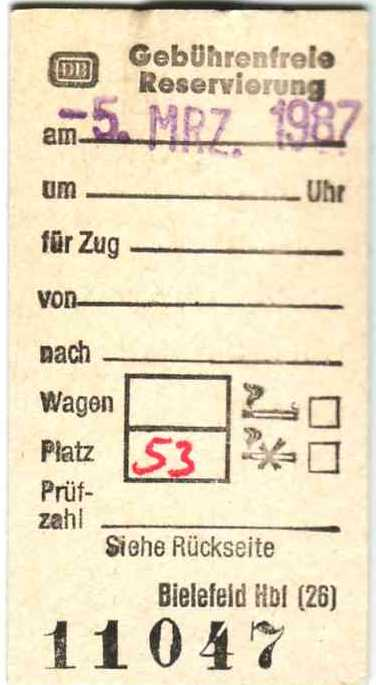
Gebührenfreie Platzreservierung in der Bahn 1987

Unter einer Reservierung versteht man im Dienstleistungssektor die rechtsverbindliche Vormerkung zu Gunsten eines Wirtschaftssubjekts für dessen Nutzung einer Dienstleistung zu einem bestimmten künftigen Termin oder Zeitraum, sodass diese während der fraglichen Zeit möglicherweise nicht mehr für andere Wirtschaftssubjekte zur Verfügung steht.

## Allgemeines
Unverbindlich ist dagegen nur die Anfrage. Rechtsverbindlichkeit bedeutet bei der Reservierung, dass bereits durch sie wie bei der Bestellung in der Regel ein Vertrag zustande kommt. Typisch für Reservierungen ist, dass die Dienstleistung nicht sofort in Anspruch genommen werden soll und der Reservierende mit seiner Reservierung sicherstellen möchte, dass er die Dienstleistung zum vorgesehenen Termin in Anspruch nehmen kann. Der Reservierungsempfänger kann durch Versendung einer Reservierungsbestätigung dem Reservierenden die Reservierungsdaten und das Zustandekommen des Vertrags bestätigen. Eingehende Reservierungen werden sodann in ein Reservierungsbuch eingetragen. Gelegentlich wird anstelle der Reservierung auch der Begriff Buchung sinnverwandt benutzt.
Eine (Vor-)Reservierung einer Reise, die nur den Reiseveranstalter für eine vorgegebene Zeitspanne (maximal eine Woche) bindet, nennt man auch Optionsbuchung. Sie ist dadurch gekennzeichnet, dass zunächst keine Reiseunterlagen (Tickets, Vouchers) ausgestellt werden und innerhalb dieser Frist kostenlos storniert werden darf. Sagt der Reservierende innerhalb der Frist zu, kommt der Reisevertrag zustande.

## Rechtsfragen
Bei der unverbindlichen Anfrage wünscht jemand eine Auskunft, ob beispielsweise in einem bestimmten Zeitraum ein Einzelzimmer im Hotel verfügbar ist. Wird die Verfügbarkeit vom Hotel bejaht und der Anfragende erklärt, dass er dieses Einzelzimmer im fraglichen Zeitraum belegen möchte, kommt es zur Verbindlichkeit in Form der Reservierung. Die Reservierung ist rechtlich als Angebot gemäß § 145 BGB einzustufen, das den Reservierenden bindet. Als einseitige, empfangsbedürftige Willenserklärung wird das Angebot mit Zugang beim Angebotsempfänger wirksam (§ 130 BGB). Der Reservierende hat es also nicht mehr in der Hand, nach Zugang das Zustandekommen eines Vertrages zu verhindern.
Für Reservierungen eignen sich insbesondere Gastronomie, Hotels, Reisen (mit Bus, Eisenbahn, Flugzeug oder Schiff) oder Veranstaltungen (Kino, Sport, Theater), insbesondere wenn knappe Kapazitäten vorhanden sind. Meist ist eine Platzreservierung möglich, die sich auf einen bestimmten Sitzplatz, ein Zimmer oder eine Kabine bezieht. Tischreservierungen in der Gastronomie sind dagegen üblicherweise nicht für einen konkreten Tisch möglich. Auch Tischreservierungen führen zu einem Vertrag, sodass der Gast für den Schaden aufkommen muss, der dem Gastwirt im Vertrauen auf die Reservierung entstanden ist (§ 311 Abs. 2 BGB), wenn der Gast trotz Reservierung nicht erscheint (englisch no-show).
Durch die Reservierung kann entweder ein Beherbergungsvertrag oder nur ein Vorvertrag geschlossen werden. Ein Vorvertrag wird angenommen, wenn ein Reiseveranstalter mit einem Beherbergungsunternehmen eine Hotelreservierung abschließt, bei der die genaue Teilnehmerzahl noch nicht feststeht. In diesem Fall folgt erst später der Abschluss des Beherbergungsvertrags. Durch eine Zimmerreservierung kann es auch sofort zum Abschluss eines Beherbergungsvertrags kommen.

## Reservierungsarten im Hotel
Zimmer-Reservierung
Ein bestimmtes Zimmer wird vergeben (an Stammgäste)
Kategorie-Reservierung
Es wird vom Bestand einer bestimmten Kategorie abgebucht – das eigentliche Zimmer wird erst beim Check-in vergeben. Diese Art der Reservierung ist flexibler und wirtschaftlicher, da bei geringerer Auslastung eine Etage oder ein bestimmter Bereich des Hotels nicht versorgt werden muss.
18-Uhr-Reservierung
Ab 18:00 Uhr verfällt die Reservierung. Das freie Zimmer kann jetzt an andere Gäste weitergegeben werden.
Garantierte Buchung
Das Zimmer muss auch nach 18:00 Uhr freigehalten werden.
Options-Reservierung (auch tentative Reservierung)
Reisebüro oder Veranstalter haben bis zur Optionsfrist ein Vorrecht auf dieses Zimmer; meistens jedoch bei Kontingenten (verfügbare Zimmer für Hotelvermittler).
Zentrales Reservierungssystem
Das Zimmer wird über eine externe Reservierungsstelle gebucht, was eine mögliche höhere Belegung und mehr Umsatz ermöglicht, aber auch evtl. Mitgliederbeiträge, Jahresgebühren oder Provisionen kostet.

### Pflege der Buchungskanäle / Reservierungssysteme
Viele Hotels aktualisieren die Preise und Verfügbarkeiten manuell in den einzelnen Buchungskanälen, hinzu kommt oft noch ein Computerreservierungssystem. Durch diese manuelle Pflege kommt es leicht zu Preisunterschieden. Manchmal kommt es zu Reklamationen seitens der Gäste  oder dazu, dass der Gast über den günstigsten Buchungskanal bucht. Hotels sollten darauf achten, dass die Buchung nicht nur über diese Systeme, sondern auf der eigenen Webseite online buchbar sind.

### Pflege der Buchungskanäle / Channel Management
Viele Hotels verwenden nur wenige Buchungssysteme, um die Verwaltungsarbeit bzw. tägliche Pflege der Preise und Verfügbarkeiten gering zu halten. Um diese Arbeit zu vereinfachen und auf vielen Reservierungsportalen mit aktuellen Preisen und Verfügbarkeiten präsent zu sein, wurden so genannte Channel Manager Programme entwickelt.

## Sitzplatzreservierung
Die Sitzplatzreservierung stellt eine kostenpflichtige oder unentgeltliche Reservierung in Transportmitteln mit knappem Sitzplatzangebot dar. Insbesondere ist sie in Eisenbahnen und Flugzeugen üblich. 
Bestimmte Bahnunternehmen verlangen von Reisenden, je nach Zuggattung, zwingend eine Platzreservierung. So können für Züge der Eurostar Group nur Fahrkarten mit fester Sitzplatzreservierung gebucht werden. In Zügen der deutschen DB Fernverkehr besteht dagegen keine Reservierungspflicht. Schon 1929 galt die Platzkarte in Deutschland als exklusiv für Schnellzüge. Seit dem Sommerfahrplan 1957 galt im Bereich der Deutschen Bundesbahn dafür in den Personenwagen, in denen Plätze reserviert werden konnten, ein Nummernsystem aus einer vorangestellten Abteilnummer, der eine Sitzplatznummer folgte.

## No-Show-Gebühr in Spitzenrestaurants
Dass Gäste trotz Reservierung nicht erscheinen (englisch No-show), ist für Restaurants im Fine-Dining-Bereich schon länger ein Problem; bis zu 30 % der Gäste erscheinen nicht. Dort werden oft hochwertige Zutaten angeboten, die meist am selben Tag gekauft und verarbeitet werden; sie drohen zu verderben, wenn eine Reservierung nicht wahrgenommen wird. In den USA ist es bereits gängiger als in Europa, dass Restaurants sich bei der Reservierung eine Kreditkartennummer geben lassen, von der bei Bedarf eine No-Show-Gebühr eingezogen werden kann.

## Wirtschaftliche Aspekte
Die Reservierung ermöglicht dem Reservierenden, eine bestimmte Dienstleistung in Zukunft in Anspruch nehmen zu können; Reservierungen führen deshalb zu Planungssicherheit für beide Vertragsparteien. Es kann allerdings vorkommen, dass vom Dienstleister auch Reservierungen vorgenommen werden, die zu einer Überbuchung führen. Diese Leistungsstörungen haben Schadensersatzansprüche des Reservierenden zur Folge. Reservierungen sind stets dann sinnvoll, wenn die Dienstleister lediglich knappe Kapazitäten vorhalten oder als Saisonbetriebe während der Hauptsaison einen hohen Beschäftigungsgrad aufweisen.
Die Stornierung einer Reservierung ist meist mit Kosten verbunden. Bei Pauschalreisen darf die vom Reisenden zu zahlende Entschädigung in den Allgemeinen Reisebedingungen gemäß § 651h Abs. 2 Nr. 1 BGB vom Zeitraum zwischen dem Rücktritt und dem Reisebeginn abhängig gemacht werden. Je näher der Zeitpunkt der Stornierung am Reisebeginn liegt, umso höher fällt die Entschädigung aus und umgekehrt. Ähnliche Regelungen gibt es auch bei anderen Dienstleistungsunternehmen.

## Sonstiges
Im Einzelhandel wird die Vormerkung für eine Ware, die momentan vergriffen ist oder die erst zu einem späteren Zeitpunkt erworben werden soll, Reservierung genannt. Hierbei handelt es sich um ein schuldrechtliches Vorkaufsrecht.